# Буртінський
Бурті́нський (рос. Буртинский) — селище у складі Біляєвського району Оренбурзької області, Росія.

## Населення
Населення — 992 особи (2010; 1142 у 2002).
Національний склад (станом на 2002 рік):
- казахи — 51 %
- росіяни — 33 %